# گیلفرد (مین)
گیلفرد(به انگلیسی: Guilford) شهری در ایالت مین کشور ایالات متحده آمریکا است که جمعیت آن در سرشماری سال ۲۰۱۰ میلادی، ۹۰۳ نفر بوده‌است.